# (723) Hammonia
(723) Hammonia – planetoida z pasa głównego asteroid okrążająca Słońce w ciągu 5 lat i 65 dni w średniej odległości 2,99 au. Została odkryta 21 października 1911 roku w Obserwatorium Uniwersyteckim w Wiedniu przez Johanna Palisę. Nazwa planetoidy pochodzi od łacińskiej nazwy miasta Hamburg. Przed nadaniem nazwy planetoida nosiła oznaczenie tymczasowe (723) 1911 NB.